# Liste des cours d'eau de la Grèce
Cet article présente la liste des cours d'eau de Grèce classés par ordre alphabétique.
- Acheloos
- Achéron
- Agrafiotis
- Aliakmon
- Alphée
- Amnisos
- Ammites (Grèce antique)
- Ánavros (en)
- Angítis (en)
- Aoös
- Arachthos
- Arda
- Aroánios (en)
- Asopos (Béotie)
- Asopos (Corinthie)
- Axios
- Bisaltes (en) (Grèce antique)
- Céphise (Attique)
- Céphise (Béotie)
- Cháradros
- Despate
- Drino
- Elissónas (en)
- Elissos
- Elpeus (en)
- Enipéas (en)
- Erasinos (Grèce antique)
- Erechios (Grèce antique)
- Éridanos
- Eurotas
- Érymanthe
- Erythropótamos (en)
- Événos
- Évros
- Fónissa (en)
- Gallikós (en)
- Geropótamos
- Gláfkos (en)
- Gorgopótamos
- Granitsiótis (en)
- Hercyna
- Hippocrène (Grèce antique)
- Ilissós
- Inachos (Argolide)
- Inachos (Étolie-Acarnanie)
- Inoúntas (en)
- Kanianítis (en)
- Kladeos
- Kompsátos (en)
- Kósynthos (el)
- Krafsídonas (en)
- Krathís (en)
- Krausidonas
- Kriós (en)
- Ladon
- Lárissos (en)
- Líssos
- Loudías
- Loúros (en)
- Loúsios (en)
- Megdovas
- Metsovítikos (en)
- Milichos
- Mórnos
- Néda
- Nédonas (en)
- Nestos
- Ólvios (en)
- Olynthiakos (Grèce antique)
- Pamissos
- Parapíros (en)
- Pávla (en)
- Píros (en)
- Pénée (Péloponnèse)
- Pénée (Thessalie)
- Peristéri (en)
- Pindus
- Plataniko
- Pleistos
- Rhoedias (Grèce antique)
- Sarantáporos (Épire) (en)
- Sarantáporos (Thessalie) (en)
- Selemnos
- Selinoúntas (en)
- Sperchios
- Strymon
- Tános (el)
- Tara
- Thiamis
- Titarísios (en)
- Tragus
- Týria (en)
- Tytheus
- Voïdomátis
- Volinéos (en)
- Vosvózis
- Vouraïkós (en)
- Zacholítikos (en)